# Ferdinando Richardson

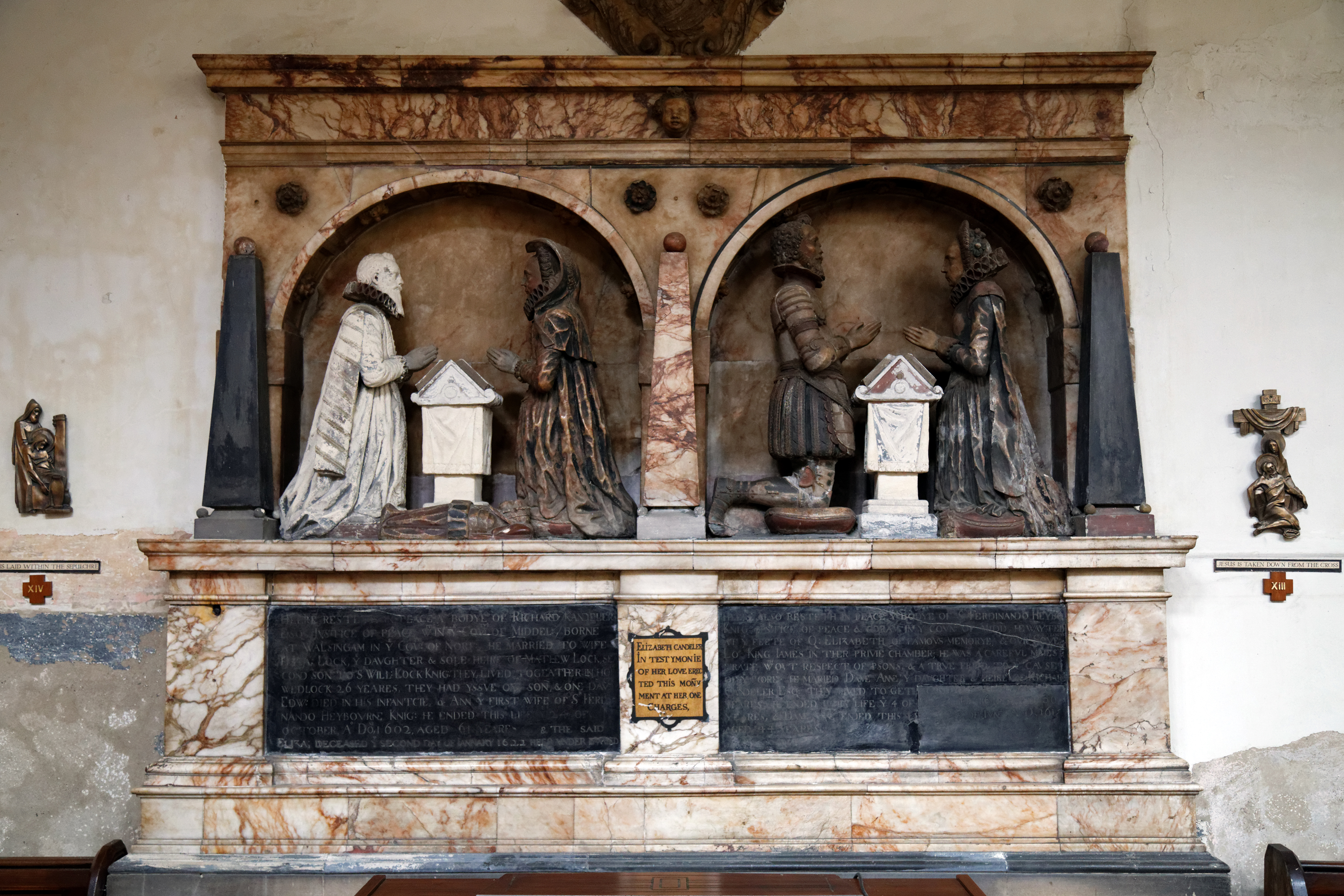
Ferdinando Heyborne Denkmal (rechts) in der All Hallows Church in Tottenham

Ferdinando Richardson (geb. ca. 1558; gest. 1619) ist das Pseudonym des englischen Edelmannes und Komponisten Ferdinand Heyborne.

## Leben
Über sein Leben ist nur sehr wenig bekannt. Er war ein Schüler von Thomas Tallis.
Acht seiner Stücke sind im Fitzwilliam Virginal Book enthalten, eine Pavane davon fand Aufnahme in der von Gino Tagliapietra herausgegebenen Anthologie alter und neuer Musik für Klavier (Ricordi).
Seine Werke für Cembalo wurden von Glen Wilson bei Naxos eingespielt.